# 京都精華大前車站

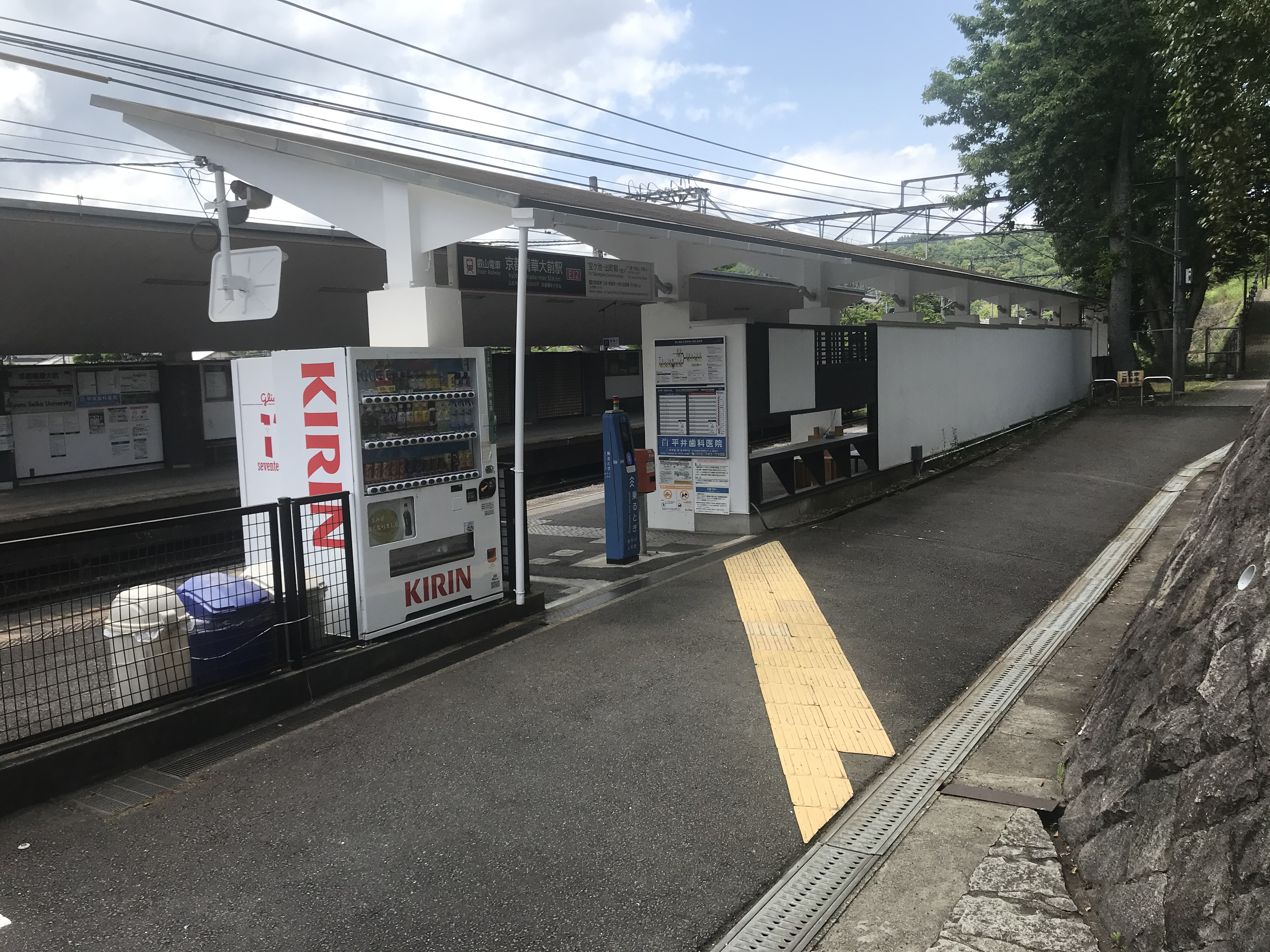
往出町柳方向的月台出入口(2020年5月)

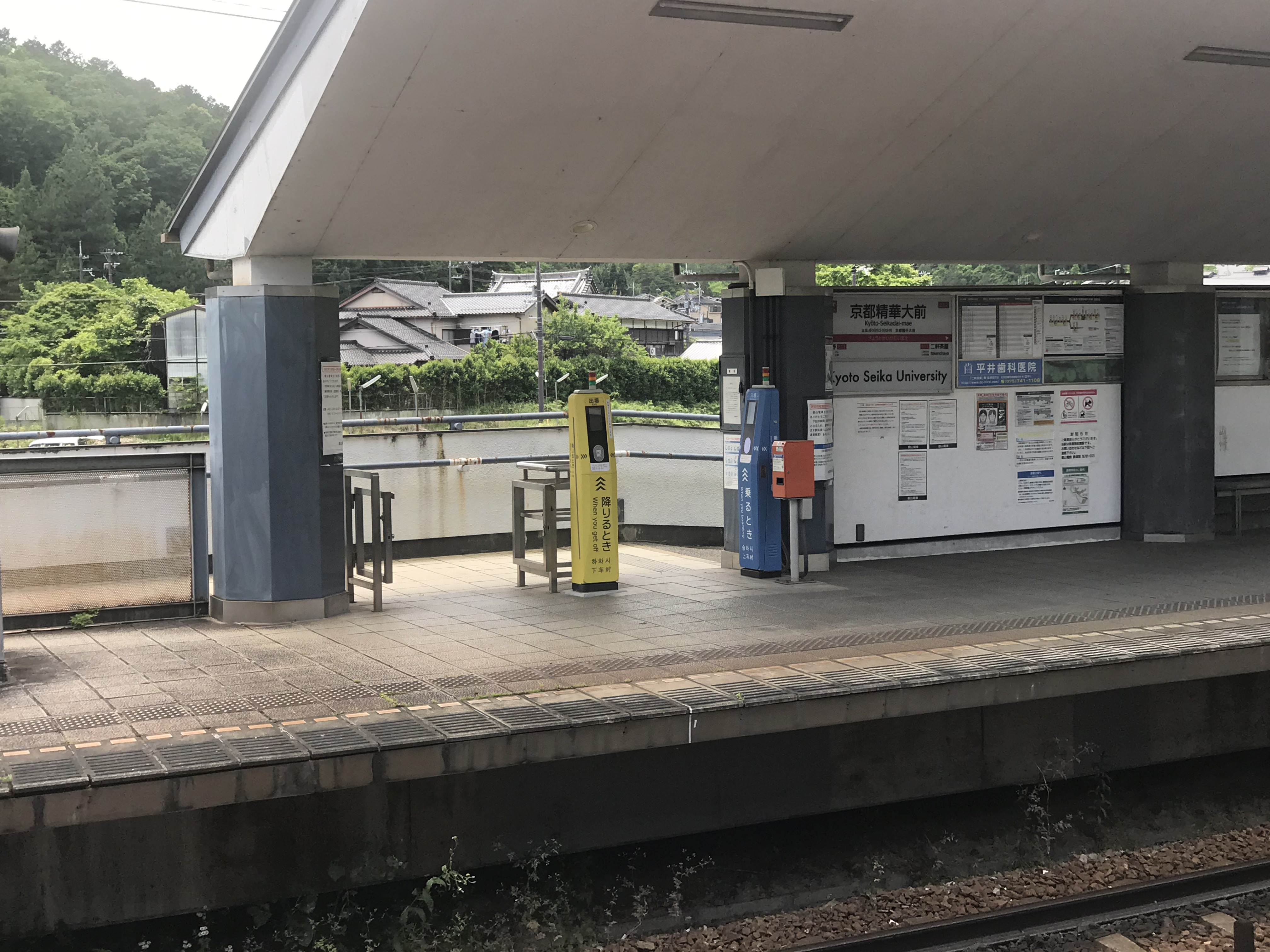
往鞍馬方向的月台出入口(2020年5月)

35°4′23.13″N 135°46′8.37″E / 35.0730917°N 135.7689917°E
京都精華大前車站（日语：／ Kyōto-seikadai-mae eki */?）是位於日本京都市左京區，屬於叡山電鐵鞍馬線的車站。本站為叡山電鐵設置時間最新的車站，車站編號為E12。

## 車站結構

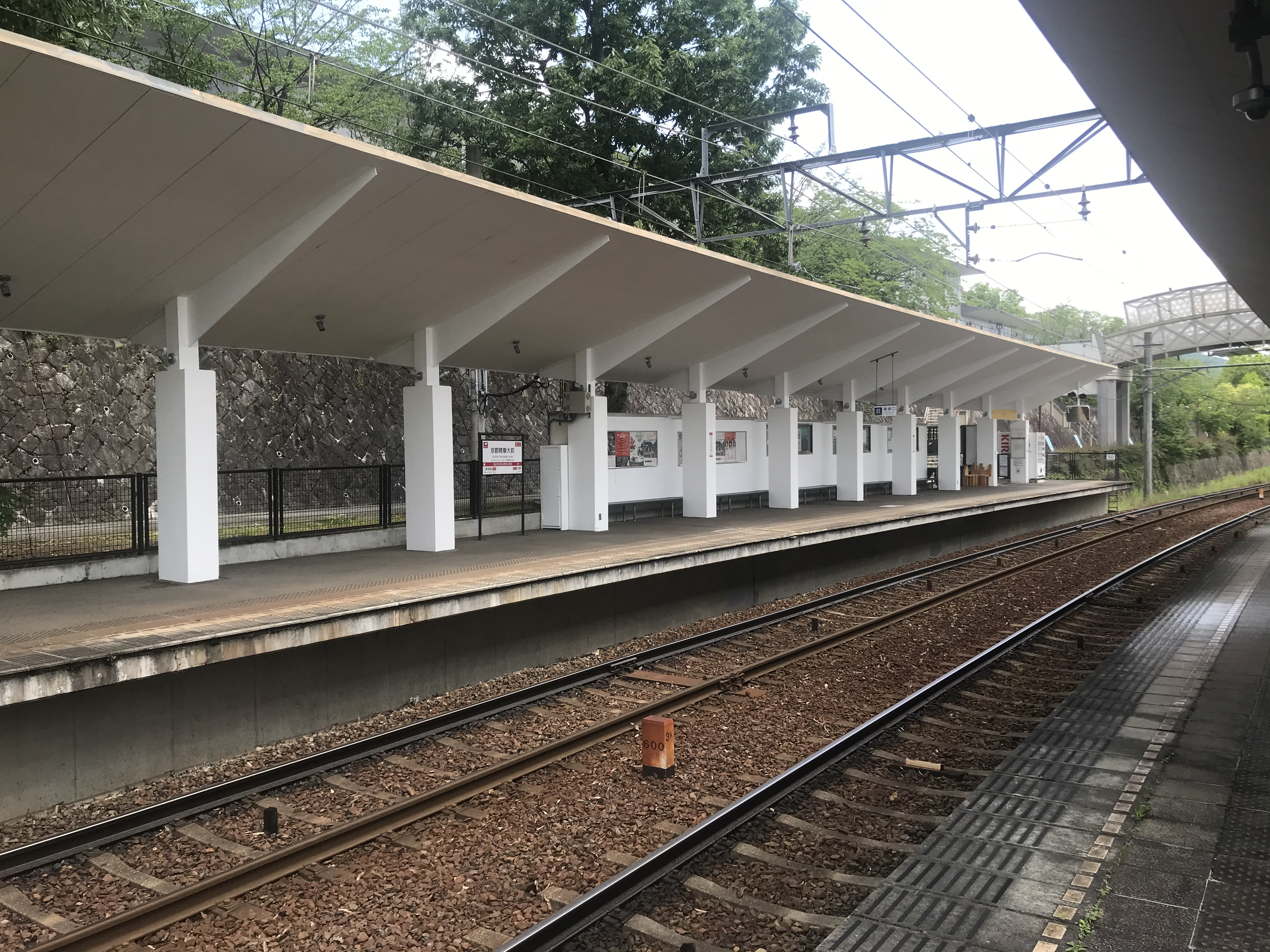
往出町柳方向的月台(2020年5月)

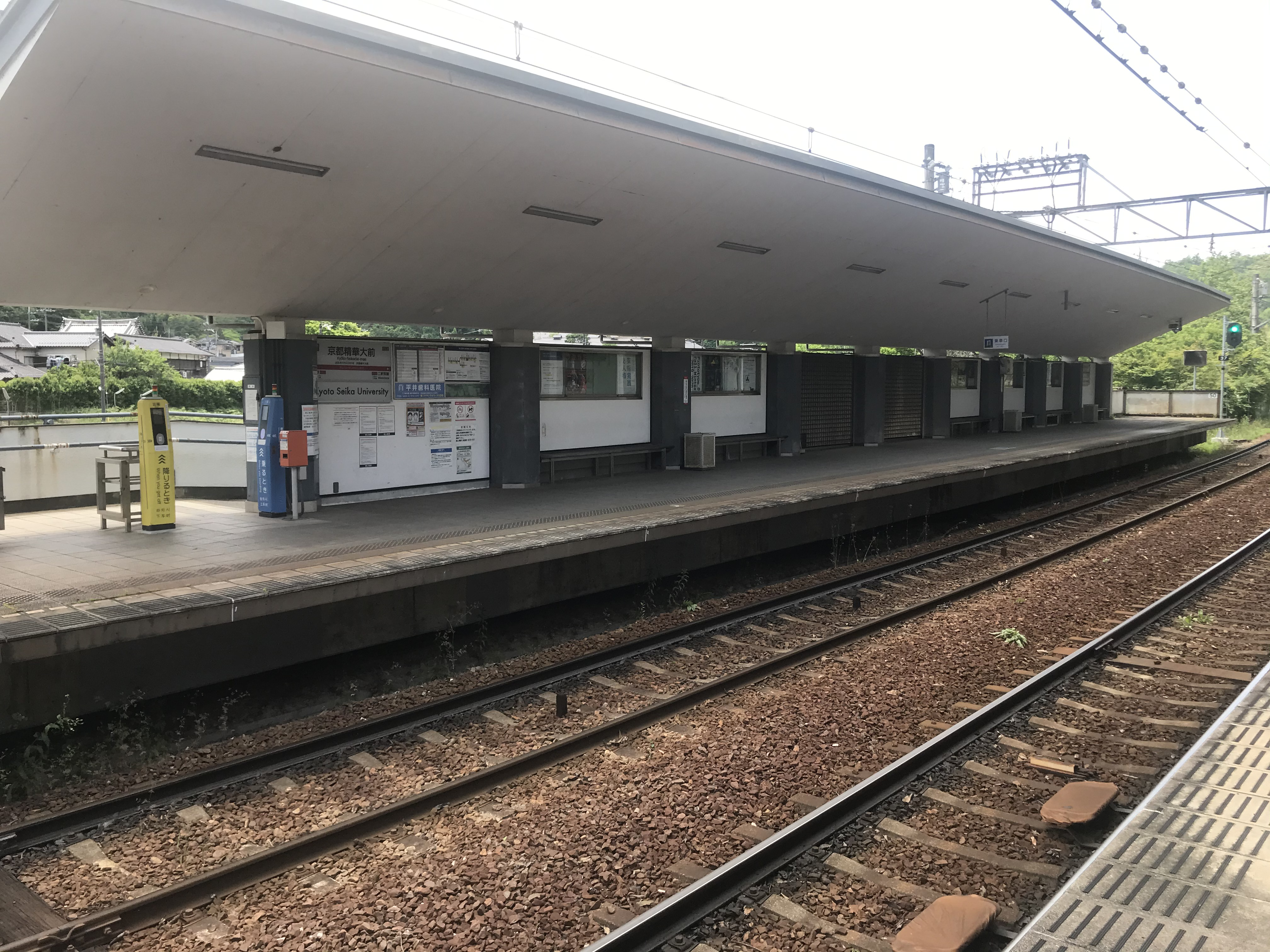
往鞍馬方向的月台(2020年5月)

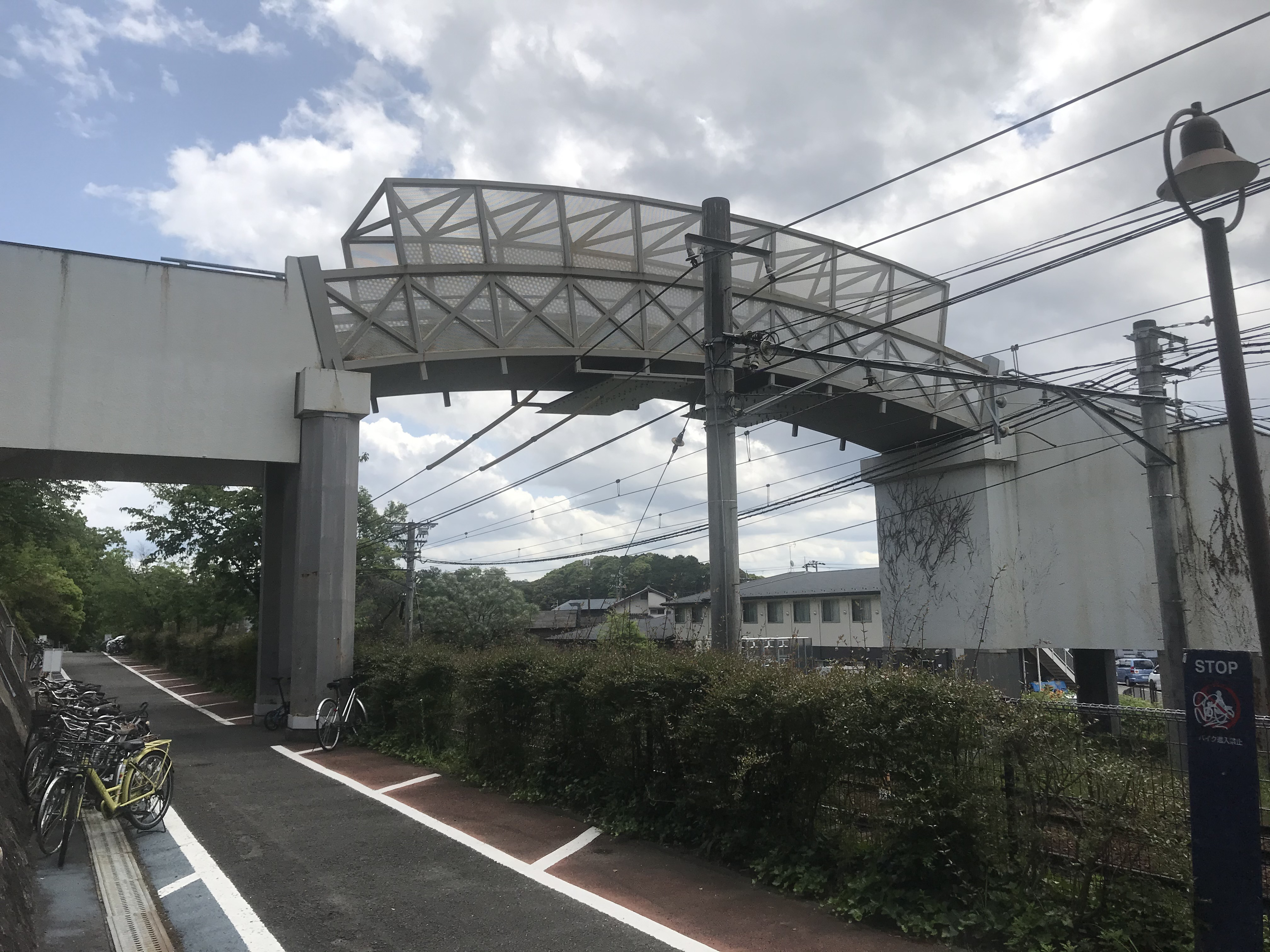
連結兩邊月台的帕拉弟奧橋(2020年5月)

本站為擁有相對式月台2面2線的無人車站。兩月台的全體皆被遮蓬覆蓋，且兩邊的遮蓬、柱子、牆壁的設計並不相同。兩月台皆有各自的出入口。此站基本上為無人車站，但在大學繁忙的時期（開學典禮或入學考時）或早上通勤時間則有配置工作人員。因此在兩個出入口的旁邊有辦公處。往鞍馬車站方向的月台有驗票閘門，運作時間以學校假日以外的白天為主。大學校內的畫籤堂有發售一部份的回數券。
兩個月台被由京都精華大學所建設的，由義大利建築師、帕拉弟奧設計的桁架橋連結，位於車站靠出町柳一側不遠處。下行月台至住宅區，以及上行月台至大學正門附近的路段有斜坡等無障礙設施，但要到鐵軌另一側則只能靠「帕拉弟奧橋」，並沒有站內或鄰接的平交道，使用輪椅的話得繞一大段路。

### 月台配置
| 路線   | 方向 | 目的地             |
| ------ | ---- | ------------------ |
| 鞍馬線 | 上行 | 寶池、出町柳方向   |
| 鞍馬線 | 下行 | 二軒茶屋、鞍馬方向 |

## 車站周邊
本站位於京都精華大學所座落的山的斜面的山麓處。上行月台和一部份山的斜面相連。本站是離京都精華大學最近的車站。從上行月台爬上階梯、或從下行月台渡過帕拉弟奧橋之後的位置有大學的側門，離校園中心部比大學正門還要近。可說是正是為了大學而設立的車站。
在反方向一側則是位於狹窄山谷間的農耕地。從2000年左右住宅開始增加，但仍然是以農耕地和停車場為主。
- 更雀寺（雀寺）
- 圓通寺（車內廣播會提及）
- 賴光橋
- 京都大學實驗林
- 綜合地球環境學研究所

### 轉乘公車路線（京都精華大學前）
京都巴士
- 40路:前往 京都產業大學、市原／前往 地下鉄國際會館車站
- 50系統:前往 市原／前往 地下鐵國際會館車站
- 經由 國際會館車站、花園橋 前往 京阪出町柳車站

## 歷史
- 1989年（平成元年）9月21日 開通。當初在現在上行鐵軌的位置設有臨時月台。
- 1990年（平成2年）9月28日 包含本站、岩倉車站 - 二軒茶屋車站之間再次複線化。成為現在的姿態。

## 相鄰車站
叡山電鐵
 鞍馬線
木野（E11）－京都精華大前（E12）－二軒茶屋（E13）

## 外部連結
- 京都精華大前車站（叡山電鐵）
  - 車站資訊、車站結構圖 （页面存档备份，存于）（日語）
  - 標準發車時刻表（往貴船口、鞍馬方向）（日語）
  - 標準發車時刻表（往寶池、出町柳方向）（日語）
- 京都精華大學前公車站（京都巴士）[永久]